# Darmo (Wonokromo)
Darmo is een bestuurslaag in het regentschap Soerabaja van de provincie Oost-Java, Indonesië. Darmo telt 12.409 inwoners (volkstelling 2010).